# Ishigame Akira
Akira Ishigame (sinh ngày 20 tháng 5 năm 1985) là một cầu thủ bóng đá người Nhật Bản.

## Sự nghiệp câu lạc bộ
Akira Ishigame đã từng chơi cho Omiya Ardija và Thespa Kusatsu.